# Субкови (гміна)
Гміна Субкови (пол. Gmina Subkowy) — сільська гміна у північній Польщі. Належить до Тчевського повіту Поморського воєводства.
Станом на 31 грудня 2011 у гміні проживало 5438 осіб.

## Територія
Згідно з даними за 2007 рік площа гміни становила 78.22 км², у тому числі:
- орні землі: 78.00%
- ліси: 11.00%

Таким чином, площа гміни становить 11.21% площі повіту.

## Населення
Станом на 31 грудня 2011:
| Опис     | Загалом | Загалом | Чоловіки | Чоловіки | Жінки | Жінки |
| -------- | ------- | ------- | -------- | -------- | ----- | ----- |
| одиниця  | осіб    | %       | осіб     | %        | осіб  | %     |
| все      | 5438    | 100     | 2771     | 50.96    | 2667  | 49.04 |
| міське   | 0       | 100     | 0        |          | 0     |       |
| сільське | 5438    | 100     | 2771     | 50.96    | 2667  | 49.04 |

## Сусідні гміни
Гміна Субкови межує з такими гмінами: Мілорадз, Пельплін, Староґард-Ґданський, Тчев.